# Eixample (urbanisme)
Un eixample (calc de l'espanyol 'ensanche' i que en català hauria de ser 'eixamplada' o 'eixamplament', conforme a les regles pròpies de derivació, com sosté Gabriel Bibiloni; Josep Pla en diu eixamplis en diversos dels seus articles de principis del segle XX) és l'expandiment de la zona edificada o construïda d'una població, és a dir la concentració d'un conjunt de cases i carrers nous que eixamplen una població.
Els eixamples solen ser fruit de la concentració extraordinària de la població, la indústria i el trànsit a les ciutats. En la història, durant la revolució industrial fou necessari l'expandiment fora dels recintes emmurallats.
En els territoris de parla catalana són d'importància rellevant: l'eixample de Palma (principis del segle xx), el de València (1865, 1887, 1912) i sobretot el de Barcelona (1859), ideat per Ildefons Cerdà i Sunyer, primer teoritzador del concepte d’urbanisme. El primer eixample que existí a la ciutat de Barcelona fou, però, el barri de Poble-sec (1858).